# Hermann Haller (Bildhauer)
Hermann Haller (* 24. Dezember 1880 in Bern; † 23. November 1950 in Zürich) war ein Bildhauer und gilt als einer der Begründer der modernen Plastik in der Schweiz. Haller war mehr Modelleur als Bildhauer.

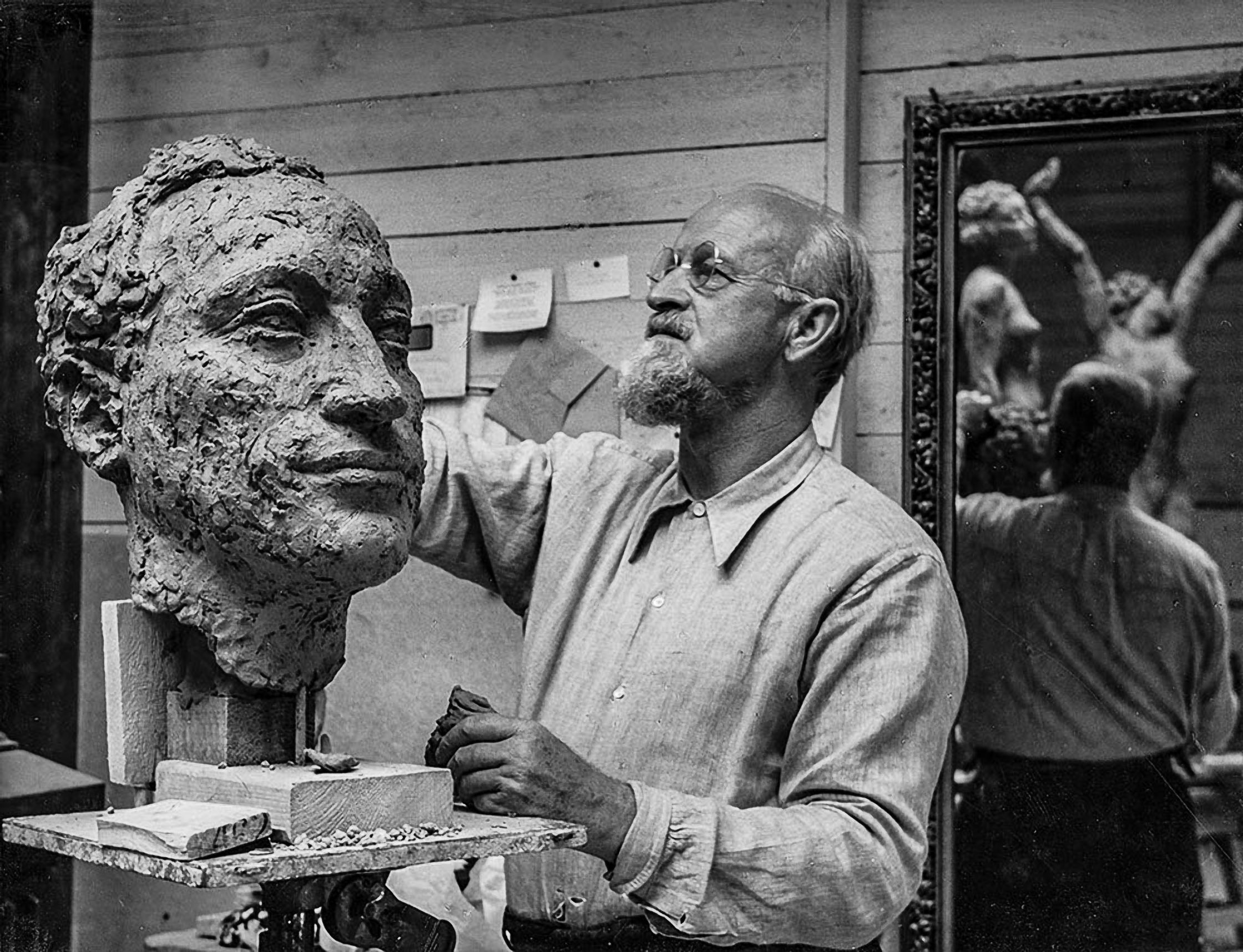
Hermann Haller um 1940, Foto Hilmar Lokay

## Leben

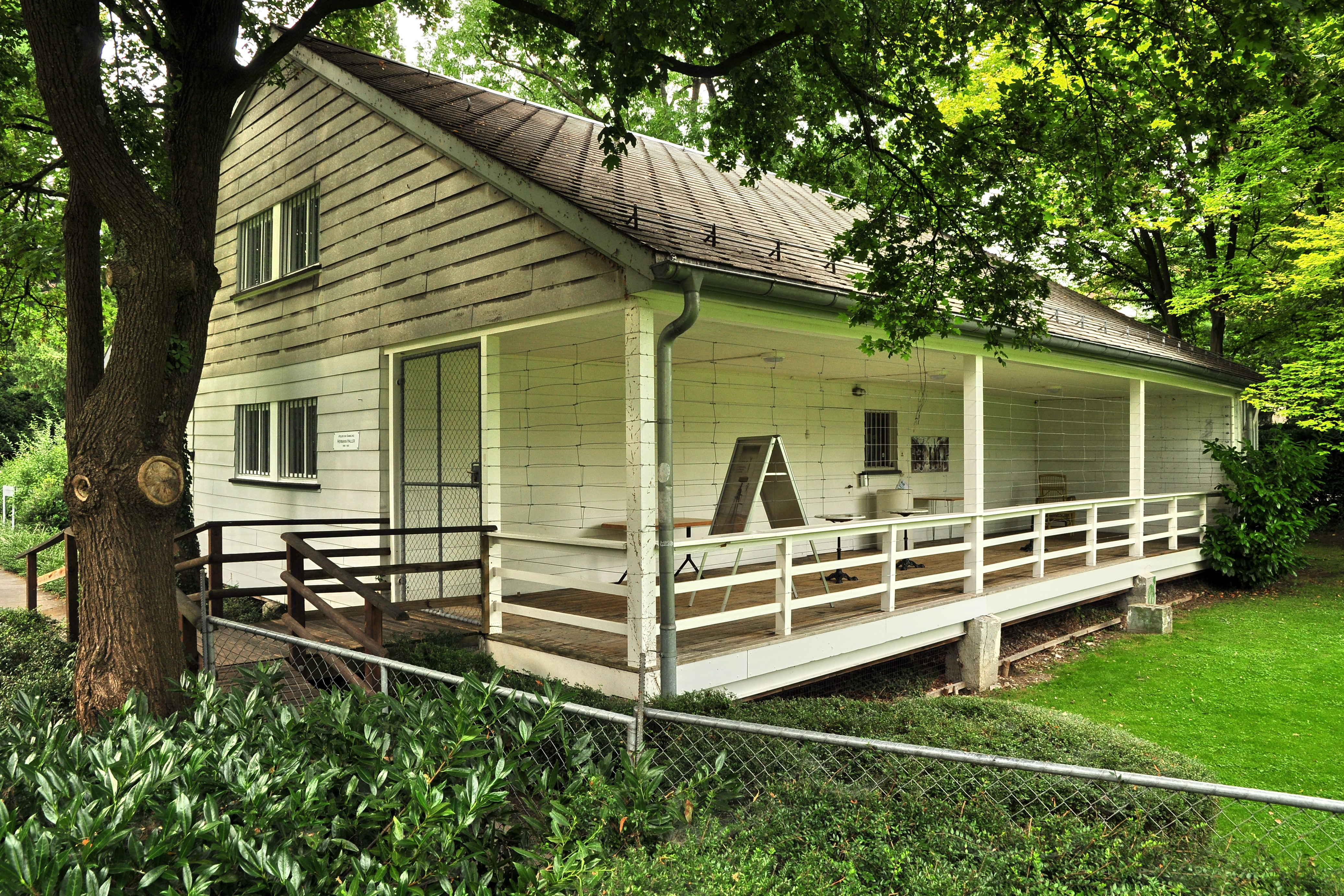
Hallers Atelier in Zürich

Hermann Haller entschloss sich als 14-jähriger Gymnasiast auf einer Ausstellung angesichts von Bildern des Malers Ferdinand Hodler, Maler zu werden. Hodler war es auch, der dem 17-jährigen Haller grosses Talent bescheinigte. Zuerst begann er in Stuttgart ein Studium der Architektur. 1901 schrieb er sich für die Malklasse an der Akademie der Bildenden Künste in München ein. Dort traf er einen Mitschüler aus Bern, Paul Klee. Mit ihm reiste er von Oktober 1901 bis Mai 1902 durch Italien.
Ab 1901 besuchte er in Stuttgart die Akademie der bildenden Künste. In dieser Zeit begann auch seine Freundschaft mit dem Maler Karl Hofer und dem mit Hofer befreundeten Dichter Alfred Mombert, von dem er 1904 eine verschollene Bildnisbüste in Gips und danach 1905 eine weitere in Bronze schuf, die sich heute in der Staatlichen Kunsthalle Karlsruhe befindet. Der Winterthurer Mäzen Theodor Reinhart, über seinen mit Mombert befreundeten Sohn Hans ebenfalls in Verbindung mit dem Heidelberger Dichter, ermöglichte Haller, so wie auch Hofer, einen längeren Aufenthalt in Rom in der Villa Strohl-Fern, wo er sich der Bildhauerei zuwandte und nach einem Besuch Momberts die oben erwähnte Bildnisbüste in Gips von diesem schuf. 1907 wurde Hermann Haller durch eine Würdigung in einer Kunstzeitschrift bekannt. Im Januar 1909 heiratete er in Düsseldorf die Sängerin Gerda Agnes von Wätjen (1886–1965), Tochter des Regierungsrates Hermann von Wätjen und mütterlicherseits Enkelin des Malers Benjamin Vautier.
Von 1909 bis zum Ausbruch des Ersten Weltkriegs lebte er mit seiner Familie in Paris, kam dort durch seinen Schwager, den Maler Otto von Wätjen, und dessen spätere Frau Marie Laurencin in Verbindung mit dem Kreis der Künstler im Café du Dôme und schloss Freundschaft mit Ernesto de Fiori und Rudolf Levy. Die Sommermonate verbrachten die Hallers in Wätjens Haus am Meer in Cap Ferret, welches in der Nähe von Arcachon liegt. 1914 ging Haller zurück in die Schweiz und wirkte in Zürich als erfolgreicher Figurenplastiker. 1917 heiratete er in zweiter Ehe die Malerin Felicitas Trillhaase (1894–1961), genannt «Chichio», Tochter des Malers Adalbert Trillhaase. In Zürich befreundete er sich mit Hermann Hubacher und wurde später dessen Trauzeuge.
Ab 1919 war er in neuer Lebensgemeinschaft mit seiner Schülerin, der Bildhauerin Hedwig Braus, welche er im April 1945 heiratete. Zwischen 1921 und 1923 unternahmen Braus und Haller gemeinsam verschiedene Studienreisen nach Paris und Italien; die Wintermonate verbrachten sie in Berlin, zuerst beim Kunsthändler Paul Cassirer, dann bei Fritz Huf, in dessen Atelier Haller arbeitete.

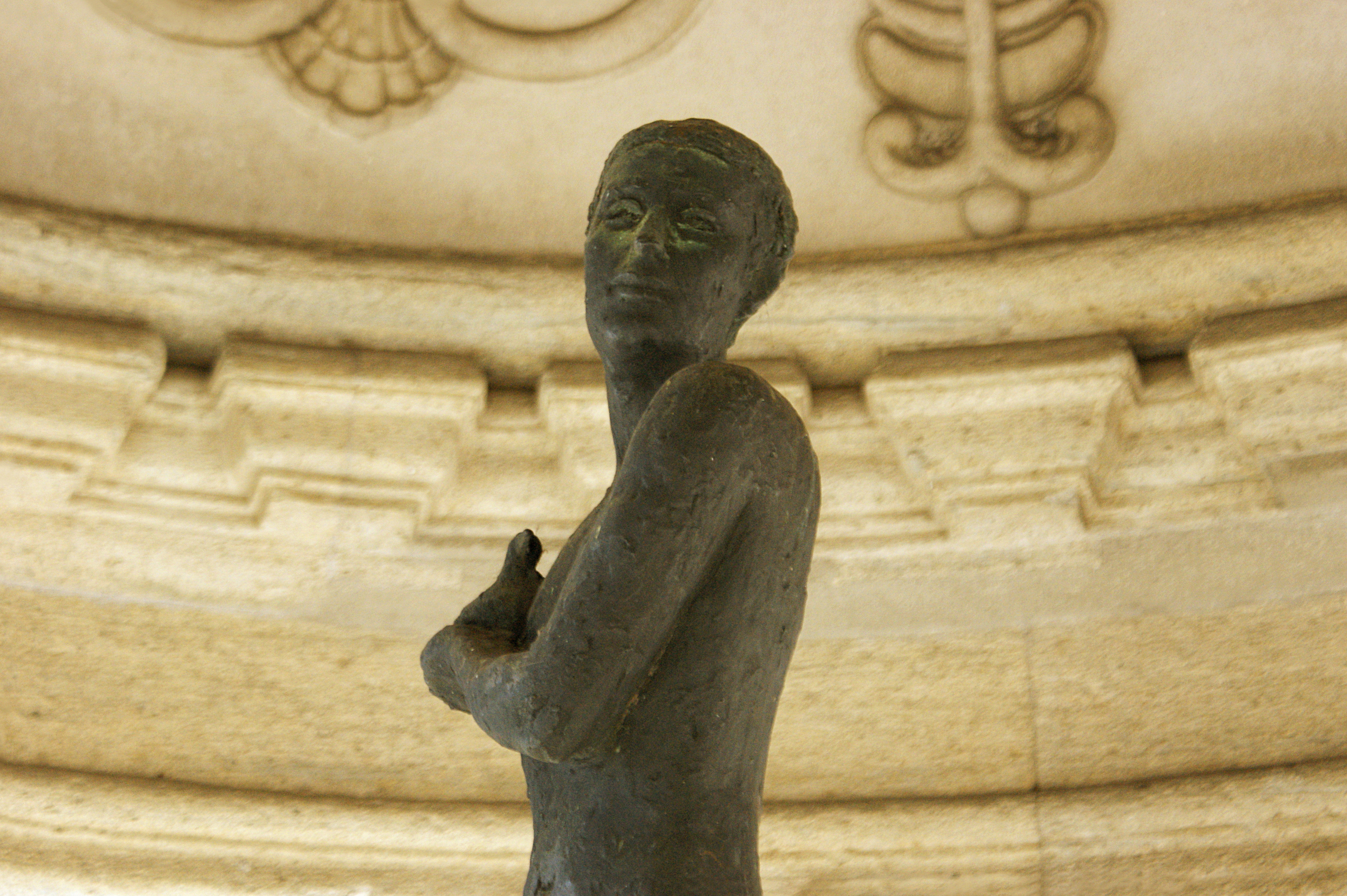
Jüngling mit Blaudrossel, Widmann-Brunnen, Bern

In den 1920er Jahren gehörte Haller zu den bekanntesten Bildhauern des deutschen Sprachraums. 1922 schuf Haller die Bronzefigur Jüngling mit Blaudrossel für den Widmann-Brunnen am Hirschengraben in Bern. In Zürich wurde er in dieser Zeit zum bedeutendsten Figurenplastiker der Schweiz. 1933 verlieh ihm die Universität Zürich den Ehrendoktortitel. Zusammen mit Cuno Amiet vertrat er 1934 die Schweiz an der Biennale von Venedig. Haller gehörte dem Deutschen Künstlerbund bis zur Auflösung durch die Nationalsozialisten 1936 als ordentliches Mitglied an.
1937 wurden in der Nazi-Aktion «Entartete Kunst» seine Skulptur Kniendes Mädchen (Terrakotta, bemalt, Höhe 33 cm, 1921/1922) aus dem Kronprinzen-Palais der Nationalgalerie Berlin beschlagnahmt, 1939 jedoch zurückgegeben.
1949 erhielt Haller den Kunstpreis der Stadt Zürich. Im gleichen Jahr nahm er zusammen mit seinem Freund Jakob Probst an der dritten internationalen Plastik-Ausstellung des Philadelphia Museum of Art teil.
Haller – dessen Neffe übrigens der Komponist gleichen Namens war – hielt sich immer wieder in Ascona auf. An der Abdankungsfeier im Fraumünster hielt Ernst Morgenthaler die Ansprache. Haller fand auf dem Privatfriedhof Hohe Promenade seine letzte Ruhestätte.

## Werk
Hallers Thema, die erotische Spannung zwischen den Geschlechtern, zieht sich durch sein ganzes Werk, das vor allem (teils lebensgrosse) weibliche Akte und Porträt-Büsten umfasst. Seine tönernen Frauenfiguren strahlen Heiterkeit und Wärme aus. Sein selbst entworfenes und 1932 erbautes Atelier an der Höschgasse 6 in Zürich, direkt gegenüber dem Centre Le Corbusier, früher Heidi-Weber-Museum, ist jeweils in den Sommermonaten zur Besichtigung geöffnet und zeigt zahlreiche Originalwerke des Künstlers. Das Holzatelier ist einer der letzten Zeugen der Bauhaus-Architektur in Holz Europas.
Hallers Werke befinden sich heute in vielen in- und ausländischen Museen und Standorten wie dem Kunsthaus Zürich und dem Museum of Modern Art in New York.
- Reiterfigur Hans Waldmann in Zürich: Der bedeutendste Zunftmeister der Zunft zum Kämbel war Bürgermeister Hans Waldmann (1435–1489). Am 6. April 1937 wurde das von seiner Zunft auf dem Münsterhof vor dem Fraumünster gestiftete und von Hermann Haller geschaffene Reiterstandbild eingeweiht. An jedem Sechseläuten, bevor sie sich zum Umzug begeben, legen die Mitglieder der Kämbel feierlich einen Kranz nieder.[18]
- Mädchen mit erhobenen Armen,[19] Landiwiese, Zürich. Zu dieser Skulptur stand Sibylle Tobler Modell, Tochter des Schweizer Kinderarztes Ludwig Tobler, mit dem Haller zeitlebens befreundet war.  Das Gipsoriginal wurde für die «Landi» 39 kopiert, blieb aber im Besitz des Künstlers. 1968 wurde sie von den Erben Hallers der Stadt Zürich geschenkt. Die Statue wurde in Bronze gegossen und an der heutigen Position aufgestellt.[20]
- Die Schwebende, Rosengarten beim Seehof in Küsnacht. Die filigrane Statue wurde der Gemeinde 1967 vom Industriellen Emil Spoerri-Moos geschenkt und in der neuen öffentlichen Grünanlage im Küsnachter Horn aufgestellt. Nach wiederholten Vandalenakten, bei denen die Figur unter anderem am Fussgelenk vollständig weggebrochen wurde, stellte sie die Gemeinde 2008 neu in der Seehof-Anlage auf.
- Oskar-Bider-Denkmal, Bern
- Bronzefigur Jüngling mit Blaudrossel (1922) des Widmann-Brunnens (1914) am Hirschengraben in Bern
- Baigneuse, Brunnenfigur in Luzern

Skulpturen
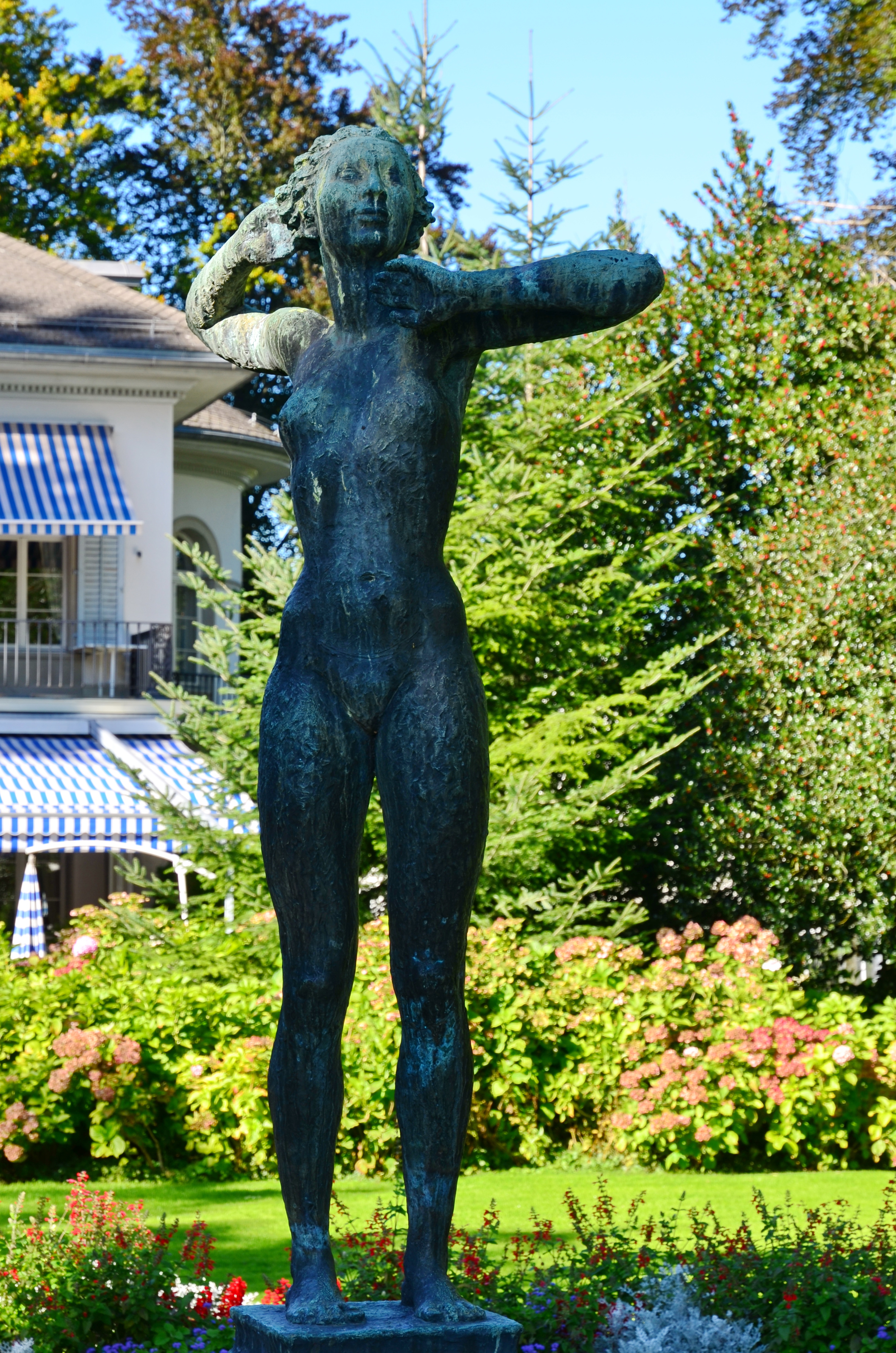
Schauende, Belvoirpark Zürich, 1923
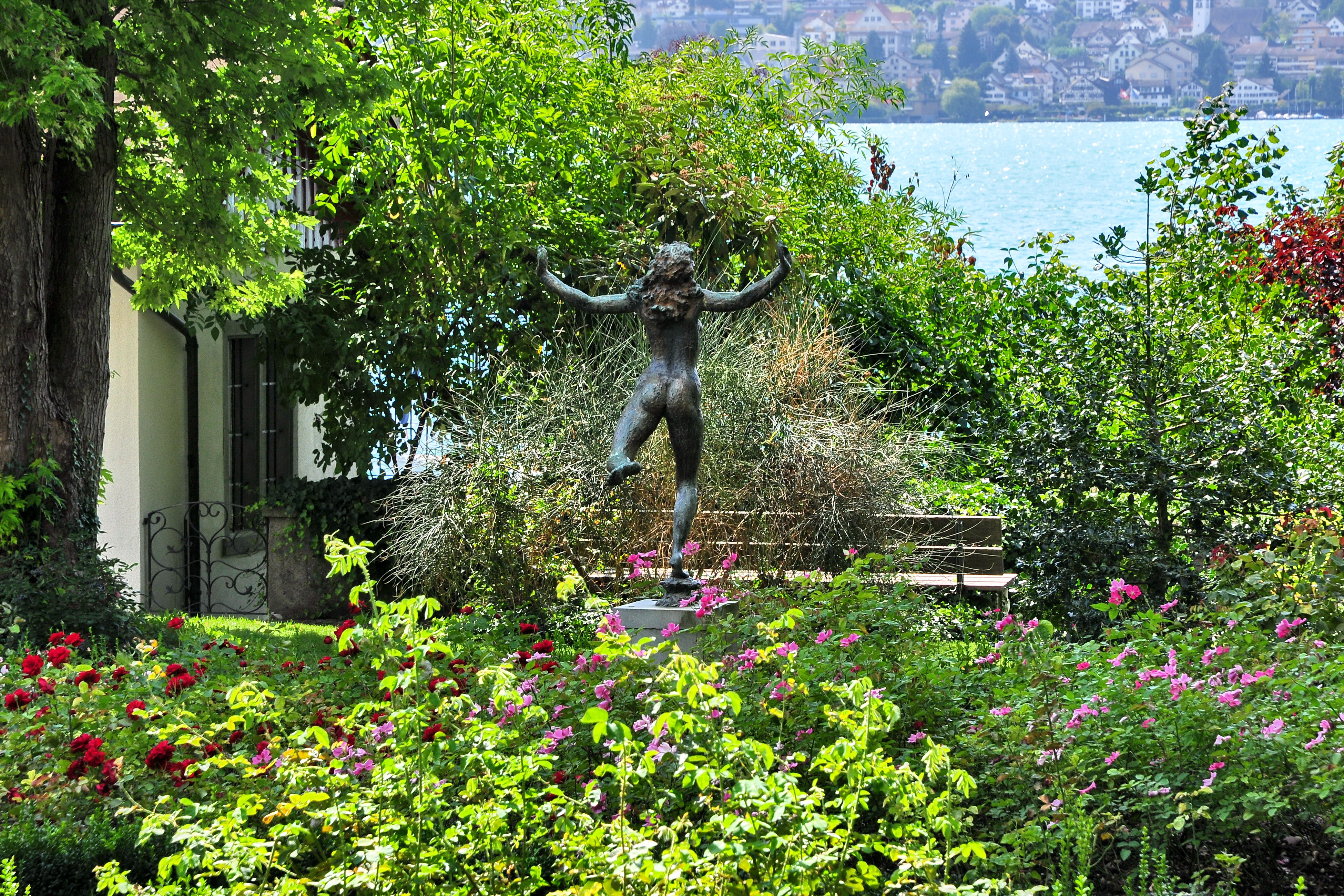
Die Schwebende (repariert), Seehof Küsnacht
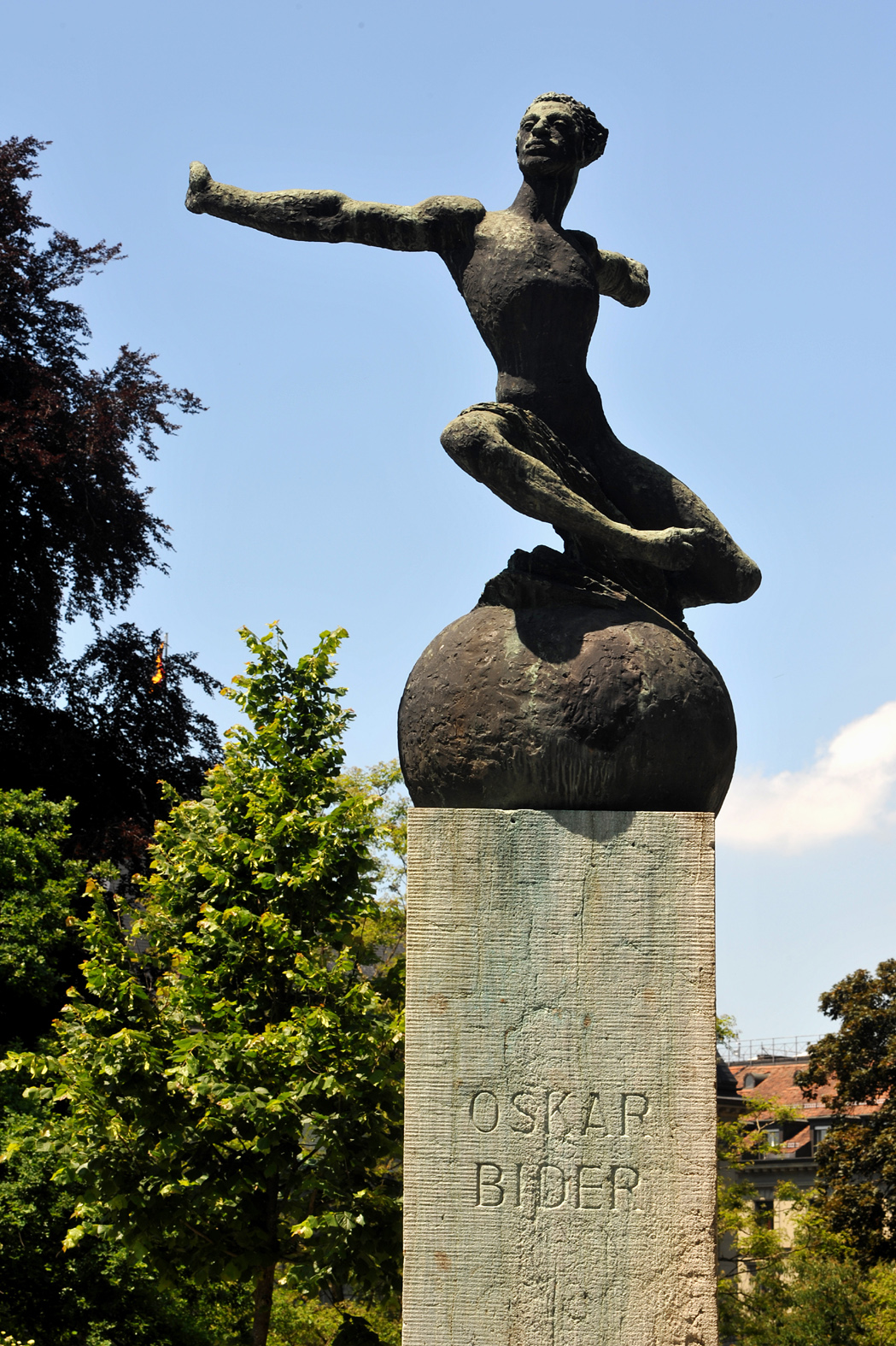
Oskar-Bider-Denkmal, Bern
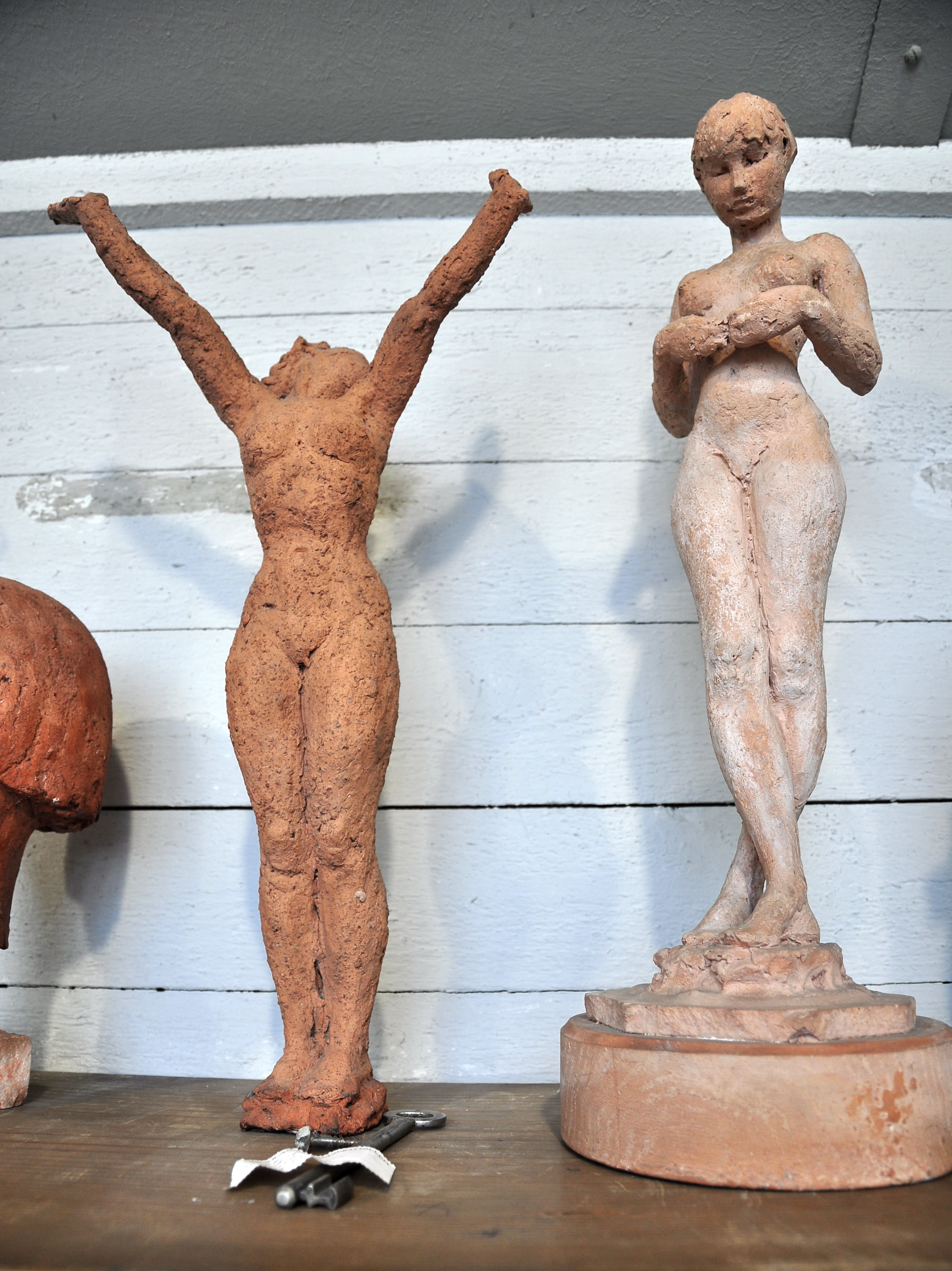
Modellstudie zu Mädchen mit erhobenen Händen
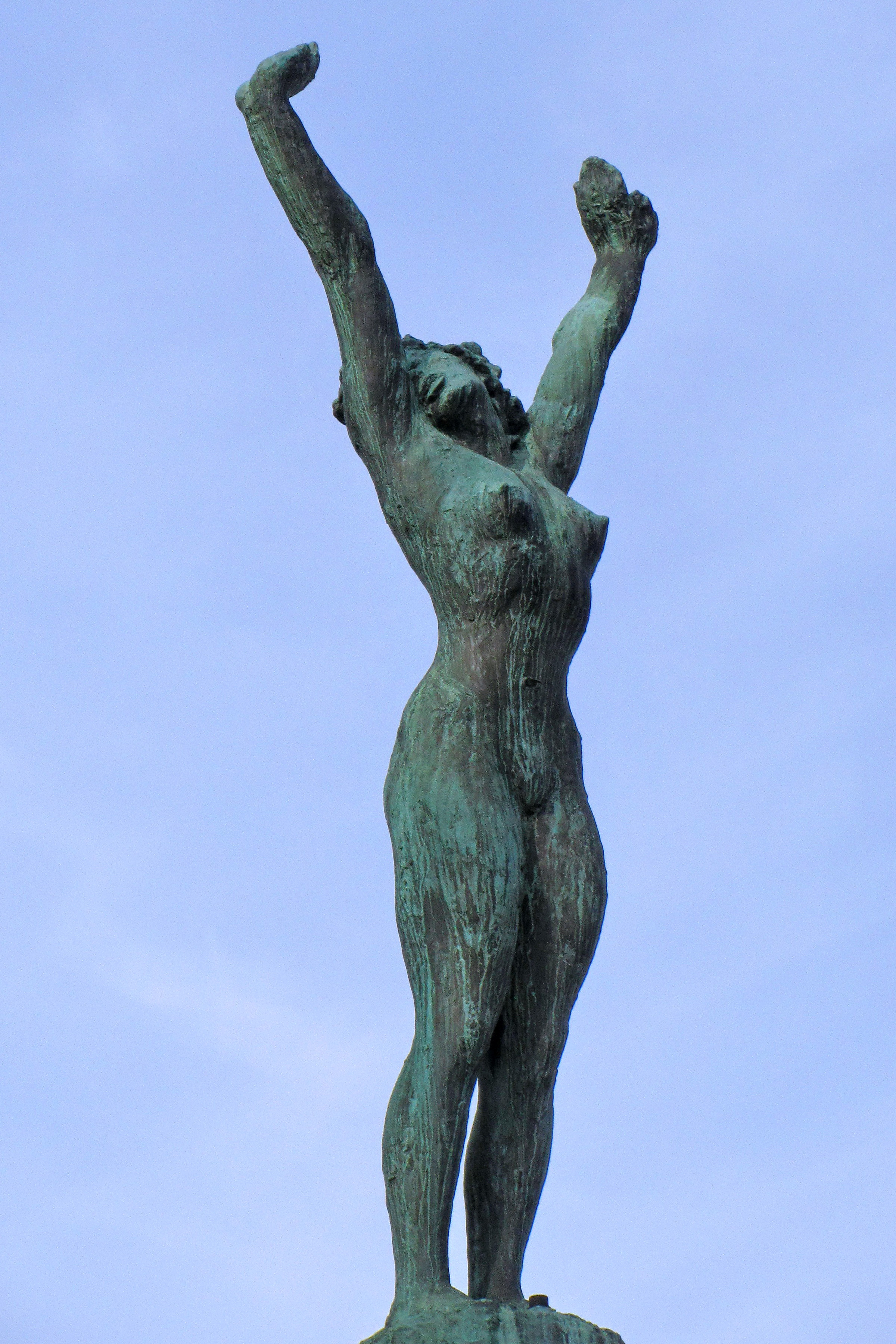
Mädchen mit erhobenen Armen, Landiwiese, Zürich-Wollishofen
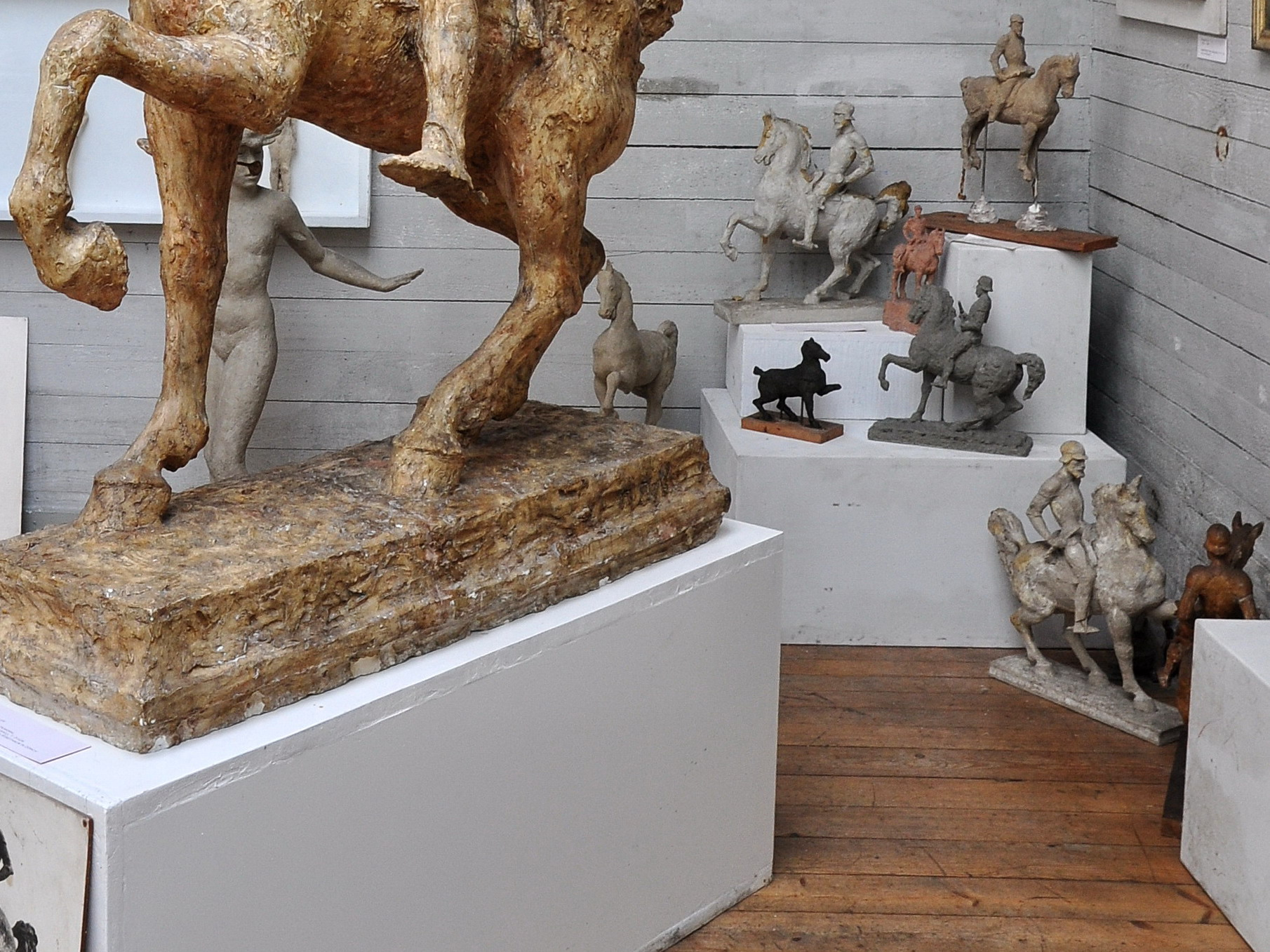
Studienobjekte, Gipsabdrücke zum Reiterstandbild
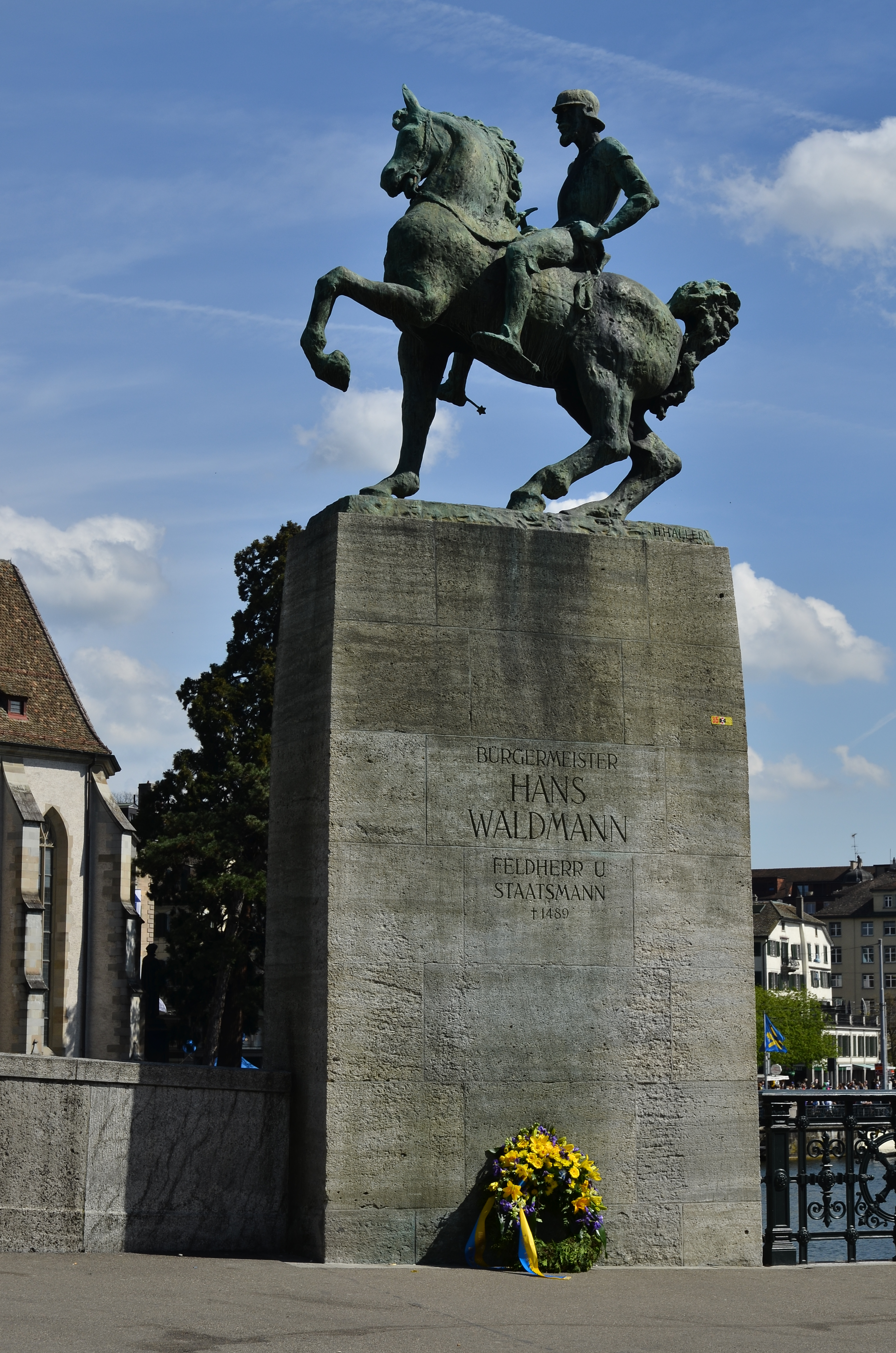
Hans Waldmann, Reiterstandbild auf dem Münsterhof bei der Münsterbrücke in Zürich mit Kranz der Zunft zum Kämbel anlässlich des Sechseläutens am Sockel angelehnt
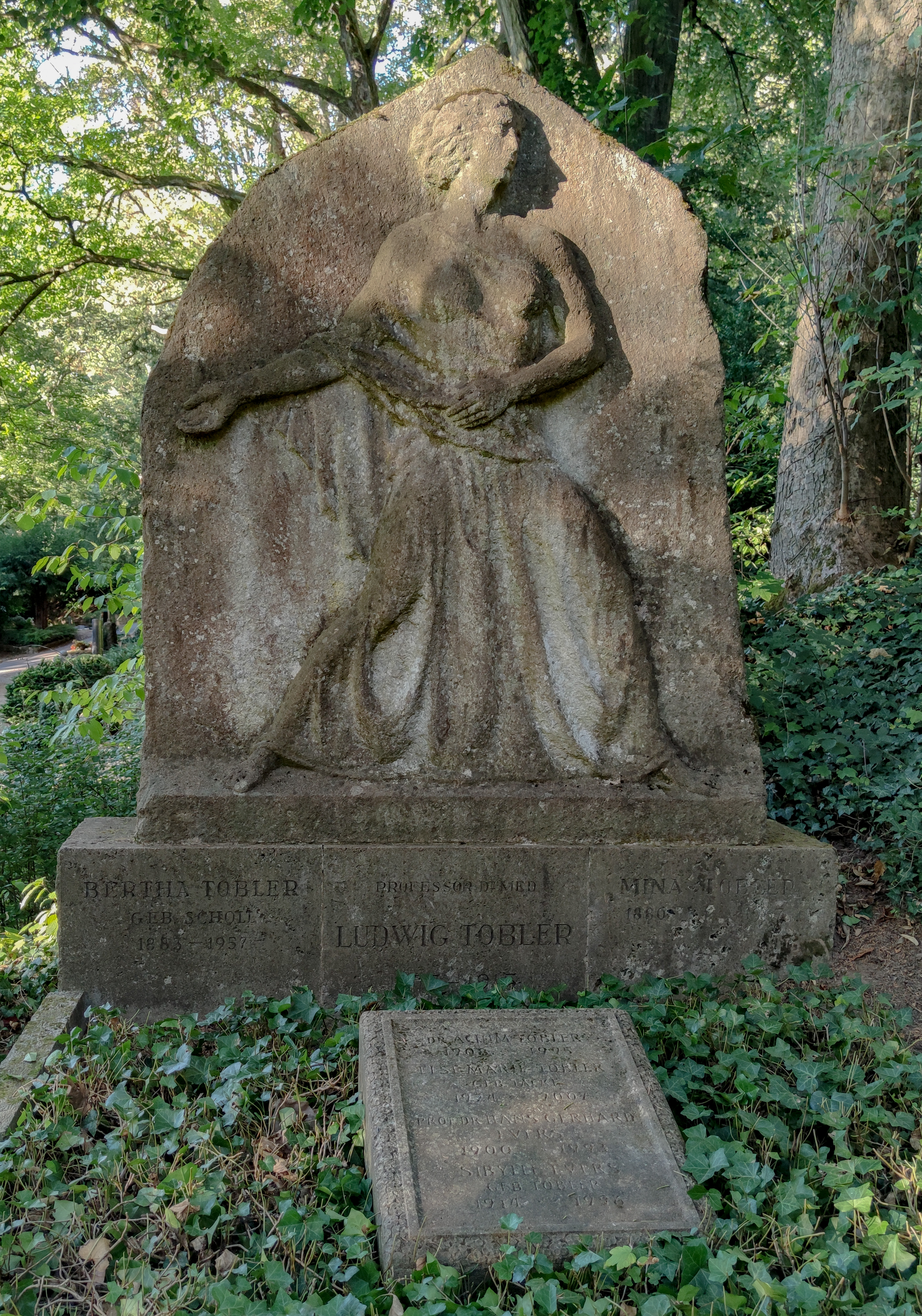
Die Säende, Relief geschaffen 1915 für das Grab von Ludwig Tobler auf dem Bergfriedhof (Heidelberg)